# Ex-Hacienda de Jesús
Ex-Hacienda de Jesús är en ort i Mexiko.   Den ligger i kommunen San Diego de la Unión och delstaten Guanajuato, i den centrala delen av landet, 270 km nordväst om huvudstaden Mexico City. Ex-Hacienda de Jesús ligger 2 061 meter över havet och antalet invånare är 351.
Terrängen runt Ex-Hacienda de Jesús är huvudsakligen platt, men åt nordost är den kuperad. Runt Ex-Hacienda de Jesús är det ganska glesbefolkat, med 31 invånare per kvadratkilometer. Närmaste större samhälle är San Luis de la Paz, 18,1 km sydost om Ex-Hacienda de Jesús. Trakten runt Ex-Hacienda de Jesús består till största delen av jordbruksmark.